# Stung Treng (cidade)
Stung Treng ( Língua khmer: ស្ទឹងត្រែង) é uma cidade no nordeste do Camboja, sendo capital da província de Stung Treng. De acordo com o Censo de 2008, a população da cidade é estimada em 29 665 habitantes.